# Colorant Sudan

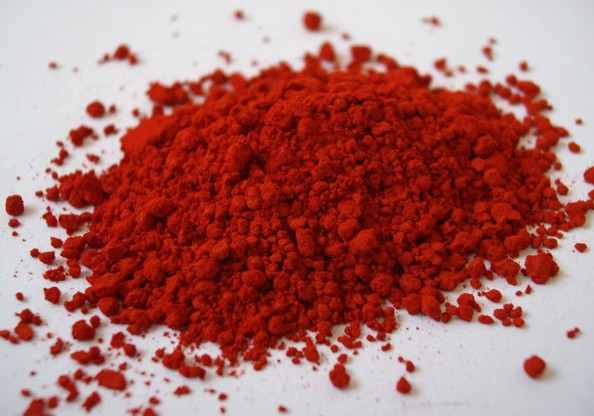
Colorant Sudan.

El colorant Sudan constitueix una família de colorants sintètics amb una estructura química similar, compostos aromàtics que contenen un grup azo (−N=N−), que normalment s'utilitzen per tenyir plàstics i altres materials sintètics. També és indicador de presència de lípids.

## Ús il·legal en aliments
S'han detectat els colorants Sudan I, II, III i el Sudan IV (o vermell escarlata) en alguns productes alimentaris, en concret en el pebre vermell i els productes derivats com el curri, i aquest i altres del grup en la cúrcuma i l'oli verge de palma.
D'acord amb l'Autoritat Europea de Seguretat Alimentària, hi ha una evidència experimental que el colorant Sudan I és genotòxic i carcinogen, i es creu que els colorants Sudan II, III i IV, a causa de la seva similitud química amb el primer, poden ser potencialment genotòxics i possiblement carcinògens. Aquest colorant no està autoritzat per a l'ús alimentari en la Unió Europea, i, per tant, no està permès incorporar-lo en els aliments. L'ús fraudulent té la finalitat d'incrementar i mantenir el color del producte i des de l'any 2003, la Unió Europea ha imposat condicions estrictes a la importació d'aquests productes i és necessari que els productes importats vagin acompanyats d'un informe analític que demostri que la remesa no conté aquestos colorants. Els estats membres han de fer controls analítics aleatoris per verificar l'absència d'aquestes substàncies no permeses.